# Coipasa

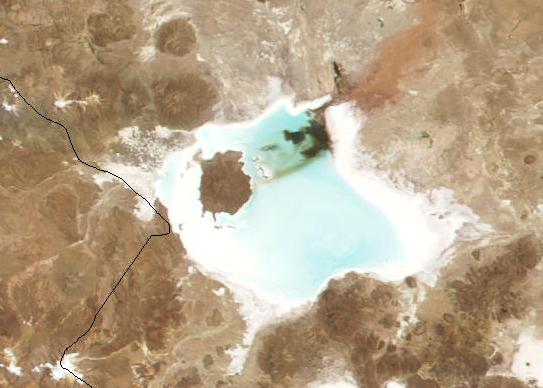
Salar de Coipasa

Coipasa är en saltvattensjö vid vulkanen Pucarani i departementet Oruro i Bolivia. Sjön ligger 3 680 meter över havet omkring 160 kilometer från Oruro. Huvudfloden som slutar vid sjön är Lauca.
Sjön omges av saltupplaget Salar de Coipasa. Området är omkring 70 kilometer långt och en yta på 2 218 km². På den tjockaste delen är saltupplaget 100 meter djupt. Det är det näst största saltområdet i Bolivia, efter Salar de Uyuni.
Under år med hög nederbörd svämmar Lauca över av vatten från Poopósjön. Under torrperioden avdunstar vattnet och efterlämnar saltavlagringar över stora områden. Coipasa är en av återstoderna av den stora sjö som täckte Altiplano för mellan 25 000 och 40 000 år sedan.